# Ищенко, Николай Григорьевич
Николай Григорьевич Ищенко (укр. Микола Григорович Іщенко; 23 декабря 1926, с. Лузановка (ныне Каменского района Черкасской области Украины) — 20 января 2013) — советский и украинский журналист, писатель, публицист, учёный, педагог, профессор Киевского университета, доктор филологических наук, историк, общественный деятель.
Член Союза писателей СССР (1960) и Союза писателей Украины. Лауреат республиканской премии им. Ярослава Галана (1972).

## Биография
Участник Великой Отечественной войны. По её завершении закончил сельскохозяйственный техникум. А потом заочно исторический факультет Киевского педагогического института.
Работал в редакциях газет «Красноярский комсомолец» и «Молодь Украины».
Позже — профессор факультета журналистики Киевского государственного университета, трудился в Институте истории АН Украины.
Был на партийной работе — заведующий отделом культуры ЦК Компартии Украины.
Долгое время возглавлял газету «Сільські вісті» («Сельские вести»), журнал «На допомогу редакторові газети» («В помощь редактору газеты»), с 1995 года редактировал журнал для детей и родителей «Дивосвіт».
В 1976—1981 — член правления Союза писателей Украины.
Депутат Верховного Совета УССР 9-го созыва (1975—1980).

## Творчество
Автор сборников рассказов, повестей, очерков, памфлетов, монографий и научных и публицистических статей по вопросам истории и литературоведения.
Исследователь истории Украины XX века.

## Избранные произведения

### Романы
- Сонячні межі (1962)
- Ближче як на сто голок (1963)
- Сусіди (1969)
- Смуга відчуження (1972)
- Твердь
- Полудень
- Скарб
- Твоє поле бою
- Барви літа
- Течія
- Для цього живу

### Сборники рассказов и повестей
- Вишням цвісти навесні (1959)
- Доброго дня, Ярино! (1960)
- Те, що нами пройдено (1961)
- Чолом тобі, юність (1963)
- Кремінь (1966)
- По цей бік війни (1967)
- Квиток на кур'єрський (1970)

### Публицистика
- Від імені мільйонів (1969)
- Ювілейна наукова сесія в Хотині: (До 50-річчя Хотинського повстання) (1969)
- Головний герой сучасності (1972)
- Людина і слово: Роль засобів масової інформації у вихованні людини комуністичного суспільства (1972)
- Преса Радянської України в умовах розвинутого соціалізму (1979)
- Значення духовної культури в соціалістичному і комуністичному будівництві (1981)
- Київ — великий сучасний культурний центр (1982)
- Значення радянської преси для вивчення періоду розвинутого соціалізму (1984)
- Значення публіцистики для вивчення сучасної вітчизняної історії (1985)
- Удосконалення соціалістичного способу життя на селі в процесі соціально-культурного розвитку (1985)

## Награды
- Орден Октябрьской революции
- Орден Трудового Красного Знамени (дважды)
- Орден «За мужество»
- Почётная грамота Президиума Верховного Совета УССР
- премия имени Ярослава Галана